# Élections législatives de 1936 dans le Tarn
Les élections législatives françaises de 1936 ont lieu les 26 avril et 3 mai.

## Élus
|   | Circonscription | Député sortant        |  | Groupe parlementaire                      | Député élu            |  | Groupe parlementaire                      |
| - | --------------- | --------------------- |  | ----------------------------------------- | --------------------- |  | ----------------------------------------- |
| 1 | 1re d'Albi      | Laurent Camboulives   |  | Parti socialiste français                 | Augustin Malroux      |  | Socialiste                                |
| 2 | 2e d'Albi       | Louis Fieu            |  | Parti socialiste                          | Louis Fieu            |  | Socialiste                                |
| 3 | 1re de Castres  | Lucien Coudert        |  | Républicain radical et radical-socialiste | Salomon Grumbach      |  | Socialiste                                |
| 4 | 2e de Castres   | François Reille-Soult |  | Démocrate populaire                       | François Reille-Soult |  | Démocrate populaire                       |
| 5 | Gaillac         | Ernest Malric         |  | Républicain radical et radical-socialiste | Ernest Malric         |  | Républicain radical et radical-socialiste |
| 6 | Lavaur          | Emery Compayré        |  | Républicain radical et radical-socialiste | Emery Compayré        |  | Républicain radical et radical-socialiste |

## Résultats à l'échelle du département
| Partis         | Partis                                          | Premier tour | Premier tour | Deuxième tour | Deuxième tour | Sièges |
| Partis         | Partis                                          | Voix         | %            | Voix          | %             | Sièges |
| -------------- | ----------------------------------------------- | ------------ | ------------ | ------------- | ------------- | ------ |
|                | Section française de l'Internationale ouvrière  | 24 732       | 31,37        | 20 476        | 47,80         | 3      |
|                | Parti républicain radical et radical-socialiste | 19 170       | 24,32        | 13 793        | 32,20         | 2      |
|                | Parti démocrate populaire                       | 12 909       | 16,37        |               |               | 1      |
|                | Fédération républicaine                         | 8 304        | 10,53        | 8 515         | 19,88         | 0      |
|                | Parti communiste-SFIC                           | 5 766        | 7,31         |               |               | 0      |
|                | Union socialiste républicaine                   | 3 528        | 4,47         | 0             |               |        |
|                | Droites                                         | 3 025        | 3,84         | 0             |               |        |
|                | Socialistes indépendants                        | 1 403        | 1,78         | 0             |               |        |
|                | Divers                                          | 2            | 0,00         | 49            | 0,11          | 0      |
|                |                                                 |              |              |               |               |        |
| Inscrits       | Inscrits                                        | 95 721       | 100,00       | 50 807        | 100,00        | 6      |
| Votants        | Votants                                         | 81 907       | 85,57        | 43 836        | 86,28         |        |
| Abstentions    | Abstentions                                     | 13 814       | 14,43        | 6 971         | 13,72         |        |
| Blancs et nuls | Blancs et nuls                                  | 3 068        | 3,75         | 1 003         | 2,29          |        |
| Exprimés       | Exprimés                                        | 78 839       | 96,25        | 42 833        | 97,71         |        |

## Résultats par arrondissement

### Arrondissement d'Albi

#### 1recirconscription
| Candidats      | Candidats        | Étiquette      | Premier tour | Premier tour | Deuxième tour | Deuxième tour |
| Candidats      | Candidats        | Étiquette      | Voix         | %            | Voix          | %             |
| -------------- | ---------------- | -------------- | ------------ | ------------ | ------------- | ------------- |
|                | Augustin Malroux | SFIO           | 5 098        | 33,82        | 7 853         | 50,82         |
|                | Devoisin         | PRRRS          | 4 247        | 28,17        | 7 599         | 49,17         |
|                | René Reynès      | PDP            | 1 677        | 11,12        | Retrait       | Retrait       |
|                | Joseph Andrieu   | Droite         | 1 676        | 11,12        | Retrait       | Retrait       |
|                | Louis Joly       | SI             | 1 403        | 9,31         | Retrait       | Retrait       |
|                | Noël Pujol       | PC-SFIC        | 974          | 6,46         | Retrait       | Retrait       |
|                | Divers           | Divers         |              |              | 1             | 0,01          |
|                |                  |                |              |              |               |               |
| Inscrits       | Inscrits         | Inscrits       | 18 735       | 100,00       | 18 735        | 100,00        |
| Votants        | Votants          | Votants        | 15 710       | 83,85        | 15 855        | 84,63         |
| Abstention     | Abstention       | Abstention     | 3 025        | 16,15        | 2 880         | 15,37         |
| Blancs et nuls | Blancs et nuls   | Blancs et nuls | 635          | 4,04         | 402           | 2,54          |
| Exprimés       | Exprimés         | Exprimés       | 15 075       | 95,96        | 15 453        | 97,46         |

#### 2ecirconscription
| Candidats      | Candidats      | Étiquette      | Premier tour | Premier tour |
| Candidats      | Candidats      | Étiquette      | Voix         | %            |
| -------------- | -------------- | -------------- | ------------ | ------------ |
|                | Louis Fieu     | SFIO           | 5 559        | 54,26        |
|                | Marceau Ichard | USR            | 3 528        | 34,44        |
|                | Léon Pélissou  | PC-SFIC        | 1 158        | 11,30        |
|                |                |                |              |              |
| Inscrits       | Inscrits       | Inscrits       | 12 572       | 100,00       |
| Votants        | Votants        | Votants        | 10 535       | 83,80        |
| Abstention     | Abstention     | Abstention     | 2 037        | 16,20        |
| Blancs et nuls | Blancs et nuls | Blancs et nuls | 290          | 2,75         |
| Exprimés       | Exprimés       | Exprimés       | 10 245       | 97,25        |

### Arrondissement de Castres

#### 1recirconscription
| Candidats      | Candidats        | Étiquette      | Premier tour | Premier tour | Deuxième tour | Deuxième tour |
| Candidats      | Candidats        | Étiquette      | Voix         | %            | Voix          | %             |
| -------------- | ---------------- | -------------- | ------------ | ------------ | ------------- | ------------- |
|                | Dirat            | FR             | 5 195        | 37,01        | 7 023         | 49,03         |
|                | Salomon Grumbach | SFIO           | 4 747        | 33,82        | 7 265         | 50,72         |
|                | Lucien Coudert   | PRRRS          | 3 569        | 25,43        | Retrait       | Retrait       |
|                | Éloi Vaysse      | PC-SFIC        | 524          | 3,73         | Retrait       | Retrait       |
|                | Divers           | Divers         | 2            | 0,01         | 37            | 0,26          |
|                |                  |                |              |              |               |               |
| Inscrits       | Inscrits         | Inscrits       | 16 958       | 100,00       | 16 958        | 100,00        |
| Votants        | Votants          | Votants        | 14 603       | 86,11        | 14 763        | 87,06         |
| Abstention     | Abstention       | Abstention     | 2 355        | 13,89        | 2 195         | 12,94         |
| Blancs et nuls | Blancs et nuls   | Blancs et nuls | 566          | 3,88         | 438           | 2,97          |
| Exprimés       | Exprimés         | Exprimés       | 14 037       | 96,12        | 14 325        | 97,03         |

#### 2ecirconscription
| Candidats      | Candidats             | Étiquette      | Premier tour | Premier tour |
| Candidats      | Candidats             | Étiquette      | Voix         | %            |
| -------------- | --------------------- | -------------- | ------------ | ------------ |
|                | François Reille-Soult | PDP            | 8 465        | 54,03        |
|                | George Bénézech       | SFIO           | 5 178        | 33,05        |
|                | Joseph Bories         | Droite (AF)    | 1 349        | 8,61         |
|                | Sylvain Lavialle      | PC-SFIC        | 675          | 4,31         |
|                |                       |                |              |              |
| Inscrits       | Inscrits              | Inscrits       | 19 439       | 100,00       |
| Votants        | Votants               | Votants        | 16 475       | 84,75        |
| Abstention     | Abstention            | Abstention     | 2 964        | 15,25        |
| Blancs et nuls | Blancs et nuls        | Blancs et nuls | 808          | 4,90         |
| Exprimés       | Exprimés              | Exprimés       | 15 667       | 95,10        |

### Arrondissement de Gaillac
| Candidats      | Candidats         | Étiquette      | Premier tour | Premier tour | Deuxième tour | Deuxième tour |
| Candidats      | Candidats         | Étiquette      | Voix         | %            | Voix          | %             |
| -------------- | ----------------- | -------------- | ------------ | ------------ | ------------- | ------------- |
|                | Ernest Malric     | PRRRS          | 4 699        | 37,07        | 6 194         | 47,45         |
|                | Fernand Verdeille | SFIO           | 4 150        | 32,74        | 5 358         | 41,04         |
|                | Louis Mauriès     | FR             | 3 109        | 24,52        | 1 492         | 11,43         |
|                | René Bussières    | PC-SFIC        | 719          | 5,67         | Retrait       | Retrait       |
|                | Divers            | Divers         |              |              | 11            | 0,08          |
|                |                   |                |              |              |               |               |
| Inscrits       | Inscrits          | Inscrits       | 15 114       | 100,00       | 15 114        | 100,00        |
| Votants        | Votants           | Votants        | 13 029       | 86,20        | 13 218        | 87,46         |
| Abstention     | Abstention        | Abstention     | 2 085        | 13,80        | 1 896         | 12,54         |
| Blancs et nuls | Blancs et nuls    | Blancs et nuls | 352          | 2,70         | 163           | 1,23          |
| Exprimés       | Exprimés          | Exprimés       | 12 677       | 97,30        | 13 055        | 98,77         |

### Arrondissement de Lavaur
| Candidats      | Candidats        | Étiquette      | Premier tour | Premier tour |
| Candidats      | Candidats        | Étiquette      | Voix         | %            |
| -------------- | ---------------- | -------------- | ------------ | ------------ |
|                | Emery Compayré   | PRRRS          | 6 655        | 59,75        |
|                | Léopold Massouyé | PDP            | 2 767        | 24,84        |
|                | Eugène Paba      | PC-SFIC        | 1 716        | 15,41        |
|                |                  |                |              |              |
| Inscrits       | Inscrits         | Inscrits       | 12 903       | 100,00       |
| Votants        | Votants          | Votants        | 11 555       | 89,55        |
| Abstention     | Abstention       | Abstention     | 1 348        | 10,45        |
| Blancs et nuls | Blancs et nuls   | Blancs et nuls | 417          | 3,61         |
| Exprimés       | Exprimés         | Exprimés       | 11 138       | 96,39        |

## Sources
Georges Lachapelle, Élections législatives: 26 avril et 3 mai 1936: Résultats officiels, Paris, Le Temps, 1936 (lire en ligne). .